# 齋藤勇
齋藤勇（1904年—1987年），出生於山形縣，法政大學畢業，歌人、教育者。
法政大學畢業後在北原白秋的建議下渡台，曾任淡水中學、臺北第二師範學校、宜蘭中學教師，歌誌《臺灣》主宰（引揚後改名為《黃雞》）。1946年引揚回到山形，持續致力於地方短歌與教育。
與著名英國文學學者齋藤勇（さいとう・たけし，1887年－1982年）姓名相同，讀音不同。

## 生平

### 日本時代（出生、法政大學）
齋藤勇出生於山形縣地主家庭，父親為順太、母親為鐵代，是家中八位子女中排行第四。畢業於南遊佐小學校高等科、鶴岡中學校。年少時代即醉心於父親、兄長藏書的齋藤勇，在進入中學後，因為家庭不睦，使他開始創作短歌投稿至加藤磯吉的《葡萄園》，也自行出版過同人誌《密欒》。
法政大學入學後，受到成立法政短歌會的飯田莫哀推薦，而進入《霸王樹》。此時齋藤勇師事於歌人橋田東聲，橋田1930年逝世後，轉而師從臼井大翼。1930年3月畢業於法政大學法文學部文學科 ，自1932年至1937年，約五年時間，齋藤勇於木村捨録主持的《日本短歌》擔任編輯，而後渡台。

### 臺灣時代前期（渡台、臺灣歌人俱樂部）
齋藤勇在北原白秋的介紹下來到臺灣。渡台後，1937年6月11日舉辦「齋藤勇歡迎會」，並從《台灣日日新報》可見齋藤勇來台情況。報導中齋藤勇的頭銜為《日本短歌》的主宰者，並且受到淡水中學招聘來到臺灣，該歡迎會的主要聯絡人為樋詰正治或川合良藏（誤記，應為「良三」）。另從《歌壇新報》（1937年8月5日）報導中，可見歡迎會盛況：

（齋藤勇歡迎會）在あらたま、霸王樹、國民文學、原生林、相思樹同人以及其他有志之士的參與下，6月11日於台北蓬萊閣舉辦。包含台北帝大文學部長矢野峰人、島田謹二，《臺灣日日新報》西川滿、高等學校的松村一雄，台北醫院院長夫人等約三十人出席。另有《あらたま》的平井（二郎）、濱口（正雄）、樋詰（正治）夫婦，《霸王樹》的川合良三，《國民文學》的國川雄，《相思樹》的川見駒太郎，《原生林》的田淵武吉等人，可謂近年來的盛會。

乘著此勢頭，齋藤勇提出成立「臺灣歌人俱樂部」的想法，1938年1月，以濱口正雄、川見駒太郎、川合良三、田淵武吉、並川並雄、國川雄、齋藤勇等人為委員的「臺灣歌人俱樂部」於正式成立。並於1月29日在台北公會堂舉辦「臺灣歌人俱樂部第一回總會」。
於此同時，齋藤勇任淡水中學教師，並且主編了《馬偕博士的實績（マッカイ博士の業蹟）》，該書是由於1932年正逢馬偕抵達淡水60周年，因此由淡水中學為中心發起的書籍編纂計畫，卻因發生「世間所周知的某事件」而一時停止。直至校長有坂一世上任，才重啟此計畫，並改由齋藤勇主編。全書分為研究篇、追憶篇、雜纂篇，由早坂一世作序。最終於1939年5月20日做為「淡水學園叢書　第二篇」出版。同年，齋藤勇繼續編纂「淡水學園叢書　第三篇」《續支那事變歌集（続支那事変歌集）》，為一本集結該校女學生所作短歌的書籍。之後，由於齋藤勇希望前往台北任教，在此要求下，由任職台北第一師範學校的佐藤原治斡旋，齋藤勇轉任臺北第二師範學校擔任教諭。
對於臺灣歌人的集會結社，齋藤勇希望能於「臺灣歌人俱樂部」之外，有更進一步行動。因此，1939年9月30日，齋藤勇於歌人俱樂部委員會會議後，提出了成立機關誌《臺灣》的想法，但遭到《あらたま》方面的反對，認為「於臺灣各結社歷史複雜的關係下（成立《臺灣》）是不允許的，台灣諸社的所成立的立場皆不相同（在台諸結社の歴史竝に複雑なる相互関係はこれを許さず、全く別箇の立場から結成されたのである。）」。因而原本欲做為「臺灣歌人俱樂部」機關誌的《臺灣》，最終由齋藤勇以12月22日下村海南訪台的歡迎會為契機，並且在「臺灣歌人俱樂部」的後援下，舉辦「《臺灣》成立披露會」，並於隔年4月發行《臺灣》創刊號。

### 臺灣時代後期（歌誌《臺灣》、大東亞戰爭）
據齋藤勇於戰後提及《臺灣》成立過程，提及：

昭和十五年（1940年）四月出版的第一號，大小為四六版一百四十頁，由於是以大量波納爾（Pierre Bonnard）版畫裝飾具有份量的一冊，因此在質量上足以壓倒內地各種雜誌。

而日治時期臺灣短歌研究者賴衍宏教授認為，從第一期《臺灣》中，可見到齋藤勇曾任《日本短歌》編輯的痕跡。包含《臺灣》的規定與《日本短歌》的規定（さだめ）有極為相像之處。而《臺灣》創刊號的排版，主要由三個生物構成，也形似《日本短歌》第三卷第三號的封面。
另外，從創刊號中發起人與贊助員名單中，可見齋藤勇對於此刊物著力至深。發起人和贊助員名單如下：
發起人
石井權三　　稻田　尹　　濱口正雄
西山亦義　　新原保広　　陳　逸松
張　文環　　小山捨男　　渡邊義孝
加藤春城　　川見駒太郎　川合良三
長井永太郎　並川定雄　　中村地平
村山　勇　　野田安樹　　野元純彥
国川　雄　　國枝龍一　　山中　樵
山下政一郎　松井　實　　松村一雄
真杉静枝　　藤谷芳太郎　福田良輔
富名腰尚武　藤野菊治　　藤田憲三
黃　得時　　有坂一世　　齋藤勇
里井宥二良　坂元憲二　　木下静涯
由解　實　　下平加賀雄　塩月桃甫
平井二郎　　樋詰正治
贊助員
石榑千亦　　尾崎秀真　　神田喜一郎
吉井　勇　　吉岡堅二　　中河与一
植松　安　　矢野峰人　　松村英一
安藤正次　　北原白秋　　下村海南。
（粗體為編輯委員）
從名單判斷，井東襄認為可以分為四種類型。為「與齋藤勇有關的歌人與學者」、「台北帝大關係學者」、「自以前起『短歌誌』的關係者」以及「一般的文人與文化人」。第一項如：身為齋藤勇上級長官的石井權三（臺灣總督府視學官）與藤谷芳太郎（台北第二師範學校校長）兩人以及上述提及的有坂一世（淡水中學校長）；第二項如：矢野峰人（本名：矢野禾積，文政學部教授）、植松安（文政學部教授）、神田喜一郎（文政學部教授）、福田良輔（文政學部教授）。而「自以前起『短歌誌』的關係者」如出席過齋藤勇渡台送別會的松村英一、歌誌《あらたま》發行者樋詰正治。最後文化人則如張文環、陳逸松、黃得時等人。
除了第一卷刊載的發起人與贊助員名冊外，可見卷末的發行資訊如下：
臺灣　（每月一回一日發行）
本號特價　七十錢
普 通 號　五十錢
昭和十五年四月二日印刷納本
昭和十五年四月五日發　　行
編輯兼發行人　野田鹿雄（台北市太平町二ノ十八）
印刷者　　　　青木一良（台北市太平町二ノ十八）
印刷所　　　　三和印刷所（台北市建成町四ノ二七）
發行所　　　　臺灣社（振替臺灣八四五八番）。
於版權頁中「編輯兼發行人」名字為野田鹿雄，根據齋藤勇自述，當時野田鹿雄負責會計，實際上編輯實務仍是由齋藤勇負責。然而，《臺灣》創刊後，戰事升溫，對此齋藤勇如此說道：

戰局很快地進入大東亞戰爭，事態逐漸嚴峻，加上用紙的取得以及內容檢閱的重重難關，自第三號始，大小縮為菊版，並且頁數也減少了。結果，變成完全沒有刊載短歌以及「短歌以外的原稿」的餘裕。因此《臺灣》成為了純粹的短歌雜誌。

從上述文字可以發現，齋藤勇在創立《臺灣》時，並非一開始便希望成立一本歌誌，而是一本綜合性的文學雜誌，因此第一期內容包含評論、譯詩、漢詩、隨筆、俳句、短歌、隨感等不同類型的文學。然而由於時局變換，在用紙限制等政策下，不得不轉為一本歌誌發行。
在殖民地政府逐漸掌握的文學者動態的1940年代，1941年由「台灣詩人協會」改組的「台灣文藝家協會」再次改組。改組後臺灣文壇檯面上歌人、俳人、作家等皆入列。以會長矢野峰人為首，歌人、俳人幹部包含齋藤勇（短歌理事）、田淵武吉（短歌理事）、平井二郎（短歌理事）、山本孕江等人（俳句理事）。
而1943年相繼成立日本文學報國會臺灣支會與臺灣文學奉公會，齋藤勇亦被選為兩個部會的理事。同年，舉辦第二回大東亞文學者大會，齋藤勇與其他三位（長崎浩、周金波、楊雲萍）成為臺灣代表。臺灣代表於8月22日抵達東京、25日參與發會式、26與27日為決戰會議、28日視察，9月1日起則遊覽名古屋、伊勢、大阪、奈良等地，於決戰會議中，齋藤勇言及「期待擊滅英美文學樹立的重大效果」。
11月，由臺灣文學奉公會主辦的「決戰臺灣文學會議」，由《文藝臺灣》主持者西川滿提出成立一本臺灣文學奉公會的機關誌（〈文藝雜誌的戰鬥配置〉），並且「獻出」自身主持的《文藝臺灣》，齋藤勇也附和此呼應願意獻出《臺灣》。而最終僅有《文藝臺灣》與張文環的《臺灣文學》合併為《臺灣文藝》，齋藤勇的《臺灣》則持續發行。1944年10月，齋藤勇轉任宜蘭中學，隔年齋藤勇自宜蘭徵召入隊，於當地奉獻勞力，又因空襲、用紙等因素，《臺灣》於1945年2月休刊。而齋藤勇便於宜蘭迎接終戰。

### 引揚後山形時期（歌誌《黃雞》）
終戰後，齋藤勇回到故鄉山形。短歌事業上，雖然中間一度停止八年時間，但後將歌誌《臺灣》改稱為《黃雞》後順利發行。齋藤勇亦任「山形新聞歌壇」、「農村通信歌壇」選者。也擔任酒田工業高校等11間學校的校歌歌詞創作。除短歌外，齋藤勇也持續投身教育工作。先後任酒田北高校、遊佐高校、酒田商業高校校長，退休後，任酒田女子高校勤務。1973年獲得第19回齋藤茂吉文化賞。1987年齋藤勇逝世，享壽84歲。
戰後，齋藤勇著述豐富，有隨筆集《雪をんな》、《見えざる人》、《続．見えざる人》、歌集《母川回帰》。

## 略年表
- 1904年　出生於日本山形縣
- 1930年　畢業於法政大學法文學部文學科
- 1932年　進入《日本短歌》擔任編輯
- 1937年　在北原白秋的邀請下渡台，任淡水中學教師
- 1938年　結合當時臺灣的俳人、歌人，成立「臺灣歌人俱樂部」
- 1939年　編纂《マッカイ博士の業蹟》、《続支那事変歌集》兩書，轉任臺北二師教諭
- 1940年　主宰歌誌《臺灣》發行
- 1941年　任改組後「台灣文藝家協會」短歌理事
- 1943年　任日本文學報國會臺灣支會與臺灣文學奉公會理事，代表臺灣參與第二回大東亞文學者大會
- 1944年　轉任宜蘭中學
- 1945年　收到徵召，於宜蘭奉獻勞力，《臺灣》休刊
- 1946年　引揚回到故鄉山形，《臺灣》改名《黃雞》繼續發行
- 1965年　出版隨筆集《雪をんな》
- 1966年　編纂《歌集　庄内》
- 1967年　出版歌集《母川回帰》
- 1973年　出版隨筆集《見えざる人 : 随筆集》，獲第19回齋藤茂吉文化賞
- 1981年　出版歌集《縮刷・改訂版　母川回帰》
- 1987年　逝世，享壽84歲

## 著作目錄

### 隨筆集
- 《雪をんな》（みちのく豆本の会，1965年）。
- 《見えざる人 : 随筆集》（新星書房，1973年）。
- 《見えざる人 : 随筆集 続》（黄鶏社，1991年）。

### 歌集
- 《母川回帰》（新星書房，1967年）。
- 《縮刷・改訂版　母川回帰》（新星書房，1981年）。
- 《母川回帰 続》（黄鶏社，1989年）。

### 編選
- 《マッカイ博士の業蹟》（淡水学園叢書，1939年）。
- 《続支那事変歌集》（淡水学園叢書，1939年）。
- 《歌集　庄内》（黄鶏社，1966年）。

## 研究論述
- 井東襄，《大戦中に於ける台湾の短歌 : 斎藤勇を中心として》（近代文芸社，1998）。
- 井東襄，《悲運の逸材斎藤勇 : 戦前戦後を通じる勇の相貌》（近代文芸社，1998）。

## 外部連結
- 郷土の先人・先覚 斎藤 勇 （页面存档备份，存于）
- 齋藤茂吉文化賞受賞者11-20回